# Funambol
Funambol es un servidor de aplicaciones móviles de licencia dual, que proporciona push email, libreta de direcciones (agenda) y calendario (PIM), sincronización de datos, provisión de aplicaciones y Device Management para dispositivos móviles y PC, utilizando protocolos estándar como SyncML. Para los usuarios, esto implica funcionalidades semejantes a las de BlackBerry en otros dispositivos de mano como teléfonos móviles.
Funambol es también una plataforma de desarrollo para aplicaciones móviles. Proporciona APIs en C++ y Java tanto para la programación en el cliente como en el lado del servidor, y facilita el desarrollo, despliegue y gestión de cualquier proyecto móvil.

## Historia
El proyecto Funambol dio comienzo en 2001 bajo el nombre de Sync4j por desarrolladores que consideraban que había una carencia en la implementación del prometedor SyncML en Java bajo código abierto. Con el tiempo, el proyecto Funambol ha ido más allá del motor del servidor original, proporcionando actualmente nuevas herramientas administrativas y APIs para el cliente. Según afirma Funambol Inc han tenido más de 3 millones de descargas, convirtiendo así al proyecto en una de las mayores comunidades de desarrollo móvil del mundo. Funambol está en uso de producción en tres continentes y es utilizado por millones de usuarios finales.[cita requerida] El proyecto fue galardonado en 2006 con el premio de Linux World Editor's Choice  y el premio Gold Star de los lectores de Mobile Village por sus soluciones PIM y Push Email.

## Componentes
Funambol consiste en:
- Funambol Data Synchronization Server: Un servidor de aplicaciones móviles que proporciona servicios de sincronización para clientes wireless y PC, incluyendo Push Email.
- Funambol Device Management: Un servidor OMA DM para gestionar remotamente dispositivos móviles.
- Funambol Connectors: Puertas de enlace a sistemas de ficheros, bases de datos, sistemas de correo electrónico, y aplicaciones para la sincronización bilateral con conjuntos de datos existentes.
- Funambol Client Plug-ins: Extensiones de protocolo y clientes para Microsoft Office Outlook, Android, Windows Mobile, BlackBerry, Palm y iPod de modo que los usuarios puedan sincronizar sus mensajes de correo electrónico y su información personal (PIM, incluyendo libreta de direcciones, calendario, tareas y notas) con el servidor.
- Funambol Software Development Kit: Herramientas para desarrollar aplicaciones móviles con conexión ocasional en dispositivos (en Java - J2SE y J2ME - y C++) y para añadir nuevas fuentes de datos al servidor.

## Licencia
La versión libre de Funambol llamada "Funambol Community Edition" se distribuye bajo la licencia GNU Affero General Public License v3 (AGPLv3)
Funambol se distribuye también bajo una licencia comercial que proporciona acceso a características adicionales.